# Nikołaj Pimienow
Nikołaj Igoriewicz Pimienow (ros. Николай Игоревич Пименов; ur. 29 marca 1958 w Moskwie) – rosyjski wioślarz reprezentujący ZSRR, srebrny medalista olimpijski i wielokrotny mistrz świata.

## Kariera
Wystąpił na igrzyskach olimpijskich w Moskwie w 1980, gdzie wspólnie z Jurijem Pimienowem, swoim bratem bliźniakiem, zdobył srebrny medal w dwójkach bez sternika. W finale uplasowali się o 2,49 sekundy za dwójką NRD i o 0,97 sekundy przed osadą Wielkiej Brytanii. Nie startował na igrzyskach olimpijskich w Los Angeles w 1984 z uwagi na bojkot tych zawodów przez ZSRR. Wziął za to udział w rozgrywanych w 1988 igrzyskach olimpijskich w Seulu, zajmując szóste miejsce w czwórkach bez sternika. Wystartował także na igrzyskach olimpijskich w Barcelonie w 1992, gdzie w dwójkach bez sternika nie awansował do finału A i ostatecznie zajął 15. miejsce.
Wspólnie z bratem zdobył także złoto na mistrzostwach świata w Monachium (1981), mistrzostwach świata w Hazewinkel (1985) i mistrzostwach świata w Nottingham (1986), srebro na mistrzostwach świata w Bledzie (1979), mistrzostwach świata w Duisburgu (1983) i mistrzostwach świata w Tasmanii (1990) oraz brąz na mistrzostwach świata w Kopenhadze (1987).
W 1996 został odznaczony Medalem Thomasa Kellera przez Międzynarodową Federację Wioślarską (FISA).
Wielokrotny medalista mistrzostw kraju. Po zakończeniu kariery został trenerem wioślarstwa. 
Odznaczony Orderem „Znak Honoru”, Medalem „Za pracowniczą wybitność” i Medalem „Za pracowniczą dzielność”, a także otrzymał tytuł Zasłużonego Mistrza Sportu ZSRR.